# Дорожний (Ростовська область)
Дорожний — селище в Аксайському районі Ростовської області у складі Істомінського сільського поселення.
Населення — 1062 осіб (2010 рік).
Дорожний є адміністративним центром Істомінського сільського поселення.

## Географія
Селище лежить північніше лівої притоки Койсюга — Сухого Батая за 15 км на південь від міста Аксай.

### Вулиці
| - вул. Асфальтна, - вул. Зелена, - вул. Каніщева, - вул. Коротка, - вул. Молдавська, - вул. Молодіжна, - вул. Нова, - вул. Новобудов, | - вул. Жовтнева, - вул. Першотравнева, - вул. Північна, - вул. Центральна, - вул. Широка, - вул. Шкільна, - вул. Південна, | - пров. Абрикосовий, - пров. Березовий, - пров. Вишневий, - пров. Садовий. |

## Транспорт
Поряд з селищем проходить дорога М4 «Дон».